# Lucio Salvio Otone Cocceiano
Lucio Salvio Otone Cocceiano (in latino Lucius Salvius Otho Cocceianus; 50 circa – 90 circa) è stato un politico romano, nipote dell'imperatore Otone.

## Origini familiari

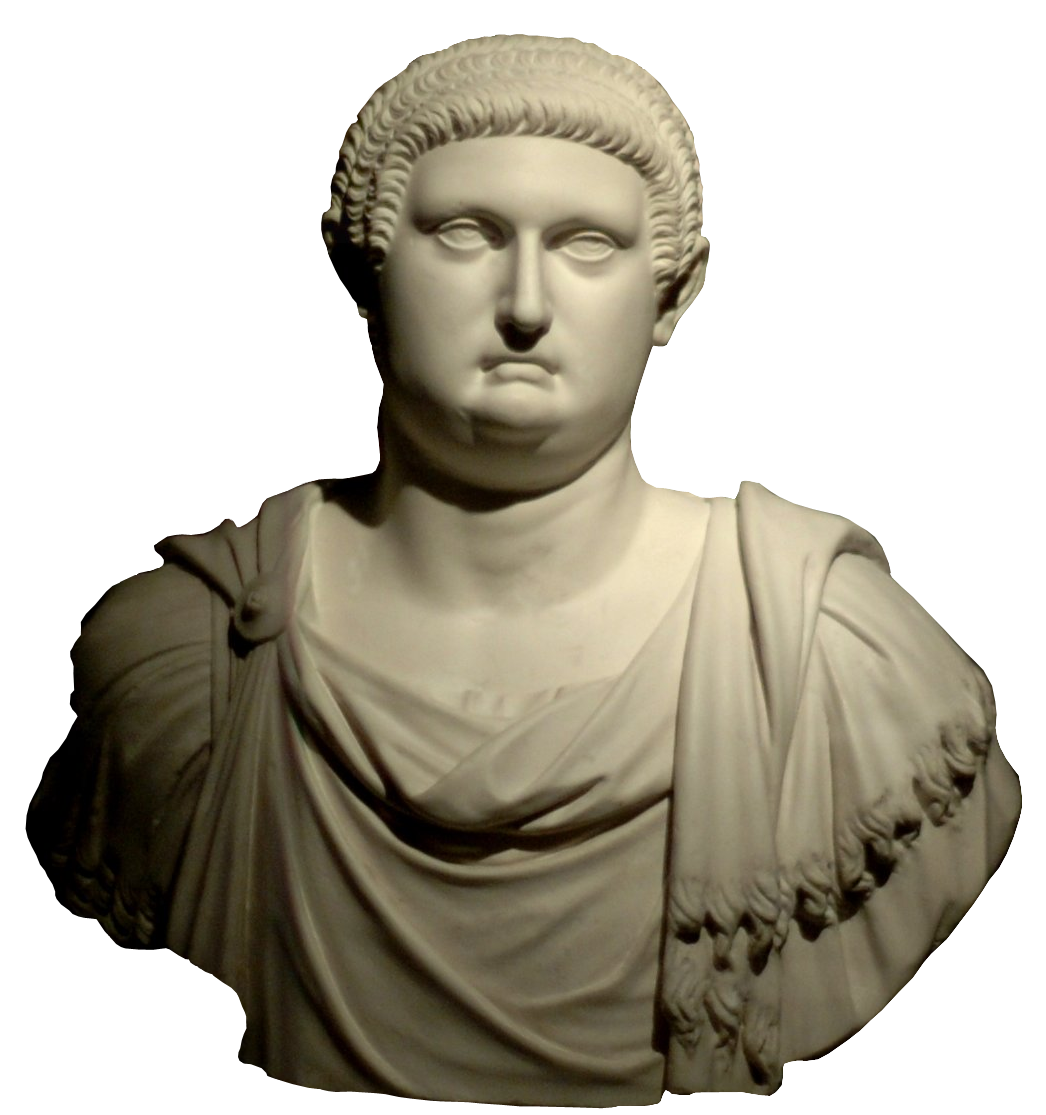
Busto di Otone, zio di Cocceiano (Museo delle Scienze Naturali, Houston, Texas).

Nacque in una nobile e antica famiglia etrusca di Ferento da Lucio Salvio Otone Tiziano e Cocceia. I suoi nonni paterni erano Lucio Salvio Otone, amico di Tiberio, e Albia Terenzia. Aveva, da parte paterna, uno zio, l'imperatore Otone, e una zia, fidanzata da giovane con Druso Cesare. Sua madre era invece sorella del futuro imperatore Nerva.

## Biografia
La prima notizia di Cocceiano risale al 63, quando venne ricordato in un'iscrizione del collegio sacerdotale dei Salii Palatini. Nel 69, l'anno dei quattro imperatori, quando era ancora piccolo, Cocceiano avrebbe dovuto essere adottato dallo zio Otone, allora imperatore. Tuttavia, nel mese di aprile, quando Otone si trovava con il nipote a Brescello, si suicidò a causa della sconfitta subita per mano del rivale Vitellio. La famiglia del vecchio imperatore fu, comunque, risparmiata dal suo successore. Cocceiano diventò poi console suffetto nell'82, sotto il principato di Domiziano, ma fu in seguito ucciso su ordine dello stesso imperatore, poiché aveva festeggiato l'anniversario del compleanno dello zio.